# Травневое (Запорожская область)
Травневое (укр. Травневе) — село,
Светлодолинский сельский совет,
Мелитопольский район,
Запорожская область,
Украина.
Бывшая немецкая колония Альтенау. Население — 186 человек (2001 год).

## Географическое положение
Село Травневое находится на левом берегу реки Молочная в месте впадения в неё реки Юшанлы,
выше по течению на расстоянии в 1,5 км расположено село Прилуковка,
ниже по течению на расстоянии в 1 км расположено село Заречное,
на противоположном берегу — село Терпенье.
Река в этом месте извилистая, образует лиманы, старицы и заболоченные озёра.
Через село проходит автомобильная дорога Т-0401.

## История
Село было основано немецкими колонистами в 1804 году. Первыми поселенцами были 30 меннонитских семей из Данцига.
Село получило название Альтенау от немецкого «allzu nah» — «слишком близко», поскольку располагалось на окраине земель, занимаемых немецкими колонистами, слишком близко к кочевникам-ногайцам.
Село входило в Молочанский меннонитский округ, а с 1871 года — в Гальбштадтскую волость Бердянского уезда.
В таблице представлено количество земли, закреплённое за сельской общиной, и число дворов в селе:
| Год  | Земля (в десятинах) | Число дворов |
| ---- | ------------------- | ------------ |
| 1811 | 1551                |              |
| 1857 | 1430                | 22           |
| 1914 | 1715                | 87           |

В Альтенау находился древопитомник Б. Фризена, работала механическая мельница, торговые лавки И. Винса, П. Регира, Я. Регира.
В 1919 году 11 жителей села были убиты махновцами.
В первые годы Советской власти в селе действовала ячейка Союза граждан голландского происхождения.
В 1926 году в Альтенау действовала начальная школа, в 1928 году колхоз «Альтонауское».
В 1941 году, после начала Великой Отечественной войны, проживавшие в Альтенау немцы были депортированы. Операция по депортации этнических немцев и меннонитов, проживающих в сёлах Мелитопольского района, была начата органами НКВД 25 сентября 1941 года, а уже в начале октября село было занято немецкими войсками.
В 1945 году Альтенау, в котором к тому моменту уже практически не осталось немецкого населения, было переименовано в Травневое.

## Население
В следующей таблице представлена динамика численности населения в Травневом:
| Год  | Население |
| ---- | --------- |
| 1818 | 116       |
| 1838 | 249       |
| 1856 | 387       |
| 1864 | 428       |
| 1886 | 558       |

| Год  | Население |
| ---- | --------- |
| 1889 | 351       |
| 1897 | 529       |
| 1905 | 647       |
| 1911 | 749       |
| 1918 | 803       |

| Год  | Население |
| ---- | --------- |
| 1923 | 567       |
| 1926 | 564       |
| 1939 | 458       |
| 2001 | 186       |

До 1941 года основную часть населения Альтенау составляли немцы (76 % в 1897 году, 94 % в 1923, 93 % в 1926 году).

## Объекты социальной сферы
- Школа. Травневая общеобразовательная школа I—II ступеней расположена по адресу ул. Ленина, 33. В школе 9 классов, 36 учеников и 17 сотрудников. Язык преподавания украинский. Директор — Кибальник Андрей Викторович.[6]